# صالح الباوي
صالح الباوي ( 2 أكتوبر 1957 -) ممثل كويتي .

## عن حياته
بدأ مسيرته الفنية من خلال المسرح حينها شارك في مسرحية صبوحة خطبها نصيب وذلك في عام 1983 و بعدها توالت أعماله الفنية بما يزيد أكثر عن عشرين عمل فني وكان آخرها في عام 2005 و أبتعد عن المجال الفني فجأة دون ضجة أعلامية وتركه بهدوء. 

## أعماله
- وأو موتيل - 2005 - سيت كوم

- قطعة 13 -2000- رسوم متحركة(إستاذ صالح)

- محطات2000 - سهرة تليفزيونية

- سينمائيات1998 - فوازير

- نهر العجائب1997 - مسرحية

- فضائيات1997 - برنامج

- كيف اسيبك ؟1997 - فيلم(صاحب التيس المفقود)

- اثنان على الطريق1997 - مسلسل(يعقوب)

- الحادث1996 - سهرة تليفزيونية

- سفينة الأحلام1996 - مسلسل

- مسابقات رمضان: الصواية أم عوينة 1995 - فوازير

- مرآة الزمان1993 - مسلسل(رجل الفضاء لامض)

- الواد ده كويتي1993 - مسرحية

- مخلط 901990 - مسلسل

- للحياة بقية 1990 - مسلسل

- فناتك1989 - مسرحية

- هالو بانكوك1988 - مسرحية

- الكرة مدورة 1988 - مسرحية

- قلوب عند المرافئ1988 - مسلسل

- غريب عجيب1986 - مسرحية

- فرحة الأمة 1984 - مسرحية(مسيو مونديل)

- صبوحة خطبها نصيب1983 - مسرحية